# Shapito Show
 (avril 2018).
Si vous disposez d'ouvrages ou d'articles de référence ou si vous connaissez des sites web de qualité traitant du thème abordé ici, merci de compléter l'article en donnant les références utiles à sa vérifiabilité et en les liant à la section « Notes et références ».
Pour plus de détails, voir Fiche technique et Distribution.
Shapito Show (Шапито-шоу) est un film russe en deux parties, sorti en 2011, du réalisateur Sergueï Vitalevitch Loban, qui reçoit cette année-là le prix du Jury du Festival international du film de Moscou.

## Synopsis
Le film raconte quatre histoires de séjour à la mer qui se recoupent. Dans chacune de ces histoires, le film suit différents personnages venus passer des vacances dans la station balnéaire de Simeïz en Crimée. Les histoires se déroulent en parallèle, mais les personnages se croisent (certains se connaissaient avant ce séjour en Crimée) et un épisode d'une histoire peut apparaître dans une autre sous un autre angle. Chaque histoire a son thème. La première, L'amour (Любовь), raconte un amour impossible entre une jeune fille et un homme d'une dizaine d'années plus âgé qui se sont rencontrés sur internet. La seconde, L'amitié (Дружба), montre l'incompréhension grandissante entre un jeune malentendant et les amis qu'il a suivis en Crimée. Dans la troisième, Le respect (Уважение), un fils retrouve son père, célèbre acteur et musicien, qu'il n'a pas vu depuis des années. Il espère obtenir son estime, mais découvre finalement que son père se désintéresse de lui. Dans la dernière, La coopération (Сотрудничество), un jeune producteur s'associe à un sosie de Viktor Tsoï pour monter un spectacle qui se termine pour lui en fiasco. À la fin de chaque histoire, une explication a lieu entre les principaux personnages, dont l'un accuse l'autre de trahison. À chaque fois aussi, les personnages se rendent à un spectacle dans le même chapiteau, finalement détruit par un incendie. 

## Fiche technique
- Titre : Shapito Show
- Réalisation : Sergueï Loban
- Scénario : Sergueï Loban
- Production : Organic Films
- Musique : Zhak Poliakov
- Pays d'origine : Russie
- Format : 16/9 Couleurs
- Durée : 211 min
- Date de sortie: 2011

## Distribution
- Vera : Vera Strokova
- Alekseï le cyber-étranger : Alexeï Podolski
- Le père : Piotr Mamonov
- Le fils : Stepan Devonin
- Le comédien : Dmitry Bogdan
- Roma Legend, sosie de Viktor Tsoï : Sergueï Kouzmenko
- Liocha : Alekseï Znamenski
- Le vieux caméraman : Sergey Volzhin-Yastrebov
- Avignon : Jim Avignon
- Soundman : Anton Kuznetsov
- Le tenancier du chapiteau : Stanislav Baretsky

## Prix
- Prix spécial du jury au Festival international du film de Moscou 2011.
- Prix du public de la meilleure actrice pour Vera Strokova au Festival de Pau[1].
- Grand prix de la Presse au Festival Kinoshock.
- Sélection officielle du Festival de Rotterdam.

## Commentaires
- Le DVD offre les deux parties du film, entrecoupées d'un entracte. Le court-métrage Suck Banana de Sergueï Loban fait partie des bonus.